# Ēdoward Margarov
Ēdoward Artyomi Margarov (in armeno Էդուարդ Մարգարով?; in russo Эдуард Артёмович Маркаров?, Ėduard Artëmovič Markarov; Baku, 20 giugno 1942) è un allenatore di calcio ed ex calciatore sovietico, dal 1991 armeno, di ruolo attaccante.

## Carriera
Vinse un campionato sovietico nel 1973 con l'Ararat e la Coppa Sovietica nel 1973 e nel 1975.

## Statistiche

### Cronologia presenze in nazionale
| Cronologia completa delle presenze e delle reti in nazionale ― Unione Sovietica | Cronologia completa delle presenze e delle reti in nazionale ― Unione Sovietica | Cronologia completa delle presenze e delle reti in nazionale ― Unione Sovietica | Cronologia completa delle presenze e delle reti in nazionale ― Unione Sovietica | Cronologia completa delle presenze e delle reti in nazionale ― Unione Sovietica | Cronologia completa delle presenze e delle reti in nazionale ― Unione Sovietica | Cronologia completa delle presenze e delle reti in nazionale ― Unione Sovietica | Cronologia completa delle presenze e delle reti in nazionale ― Unione Sovietica |
| Data                                                                            | Città                                                                           | In casa                                                                         | Risultato                                                                       | Ospiti                                                                          | Competizione                                                                    | Reti                                                                            | Note                                                                            |
| ------------------------------------------------------------------------------- | ------------------------------------------------------------------------------- | ------------------------------------------------------------------------------- | ------------------------------------------------------------------------------- | ------------------------------------------------------------------------------- | ------------------------------------------------------------------------------- | ------------------------------------------------------------------------------- | ------------------------------------------------------------------------------- |
| 5-6-1966                                                                        | Mosca                                                                           | Unione Sovietica                                                                | 3 – 3                                                                           | Francia                                                                         | Amichevole                                                                      | -                                                                               | 46’                                                                             |
| 20-7-1966                                                                       | Sunderland                                                                      | Cile                                                                            | 1 – 2                                                                           | Unione Sovietica                                                                | Mondiali 1966 - 1º turno                                                        | -                                                                               |                                                                                 |
| 1-8-1968                                                                        | Göteborg                                                                        | Svezia                                                                          | 2 – 2                                                                           | Unione Sovietica                                                                | Amichevole                                                                      | -                                                                               |                                                                                 |
| Totale                                                                          |                                                                                 | Presenze                                                                        | 3                                                                               |                                                                                 | Reti                                                                            | 0                                                                               |                                                                                 |

## Palmarès

### Giocatore

#### Competizioni nazionali
- Campionato sovietico: 1

Ararat: 1973
- Coppa dell'Unione Sovietica: 2

Ararat: 1973, 1975

### Allenatore

#### Competizioni nazionali
- Coppa d'Armenia: 2

Mika Erevan: 2000, 2001